# Ch (spanische Sprache)

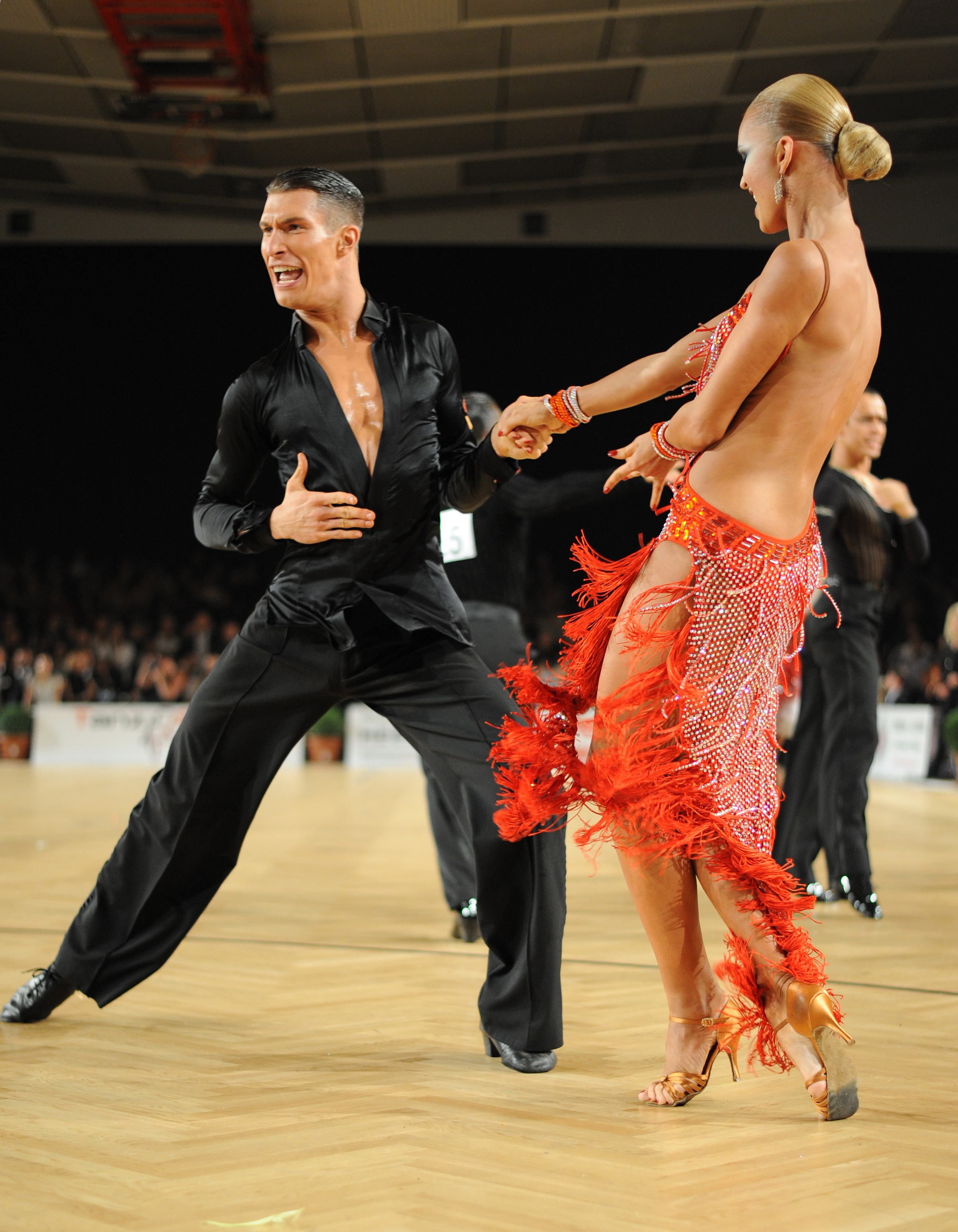
Viele spanische Wörter, die mit ch beginnen, stammen aus Südamerika, zum Beispiel chachachá

Der Digraph ch wird in der spanischen Sprache als die Affrikate [t͡ʃ] ausgesprochen. Das ch galt von 1803 bis 1994 als der vierte Buchstabe im spanischen Alphabet, mit dem Namen che und mit weiblichem Artikel: la che (Plural las ches). Bei der Silbentrennung bleibt ch ungetrennt.

## Die Sonderrolle desch
1803 entschied sich die für die Pflege des Spanischen zuständige Real Academia Española, ch und ll als eigenständige Buchstaben zu bewerten. Wörter, die mit dem damaligen vierten Buchstaben ch beginnen, erschienen in Wörterbüchern erst nach allen anderen Wörtern, die mit dem Buchstaben c beginnen (z. B. capa … copa … chapa).
Die Lexikografin María Moliner war die Erste, die in ihrem 1966/67 erschienenen Wörterbuch Diccionario de Uso del Español die Sonderrolle des ch und des ll aufgab und sie bei der alphabetischen Sortierung wie gewöhnliche Buchstabenkombinationen behandelte. 1994 beschloss auch der 10. Kongress der Vereinigung spanischsprachiger Akademien, ch und ll wie gewöhnliche Buchstabenfolgen im Alphabet einzuordnen. Wörter, die mit ch beginnen, werden seitdem eingereiht zwischen anderen Wörtern, die mit c beginnen (z. B. capa … chapa … copa). Seit dem Jahr 2010 gelten ch und ll auch nicht mehr als Bestandteile des Alphabets.

## Vorkommen und Charakter
Im mittelalterlichen Spanisch begannen relativ wenige Wörter mit ch. Sie verhielten sich zu den übrigen mit c beginnenden Wörtern wie 1:59. Im modernen Spanisch ist ihr Verhältnis dagegen auf rund 1:9 gestiegen.
Wörter auf ch- sind häufig expressiv, lautmalerisch oder südamerikanischer Herkunft. Die Lexikografin María Moliner charakterisierte sie so: „Der Klang, der durch diesen Buchstaben repräsentiert wird, ist in hohem Grad expressiv oder imitativ, das heißt, er formt Wörter, die nicht oder nicht nur repräsentativ-objektiv sind, sondern eine affektive oder intentionale Haltung des Subjekts ausdrücken (sie dienen vor allem dem Herabwürdigen oder dem Rufen) oder einen Klang oder eine Bewegung suggerieren oder imitieren.“

## Das Akademie-Wörterbuch ist unvollständig
Der Lexikograf Miguel de Toro y Gisbert (1880–1966) nutzte den Buchstaben ch, um zu demonstrieren, wie unvollständig das für die spanische Sprache maßgebliche Wörterbuch der Akademie Diccionario de la lengua española ist. Er nahm eine Seite des Akademie-Wörterbuchs, die in der Ausgabe von 1914 die Wörter von chirivía bis chocolate mit 91 Einträgen und 156 Bedeutungen umfasste. Für diesen Abschnitt wies er 630 Einträge mit 800 Bedeutungen nach. Zu diesem Zweck hatte er sämtliche Wörterbücher der spanischen Sprache, auch Wörter dialektaler Herkunft und aus Südamerika, sowie Fachwörter aus Botanik und Zoologie ausgewertet. Miguel de Toro rechnete hoch, dass das Akademie-Wörterbuch – das damals 67.000 Einträge umfasste – auf 400.000 bis 500.000 Einträge erweitert werden müsse, um die gesamte spanische Sprache abzubilden.
Die Arbeit von Miguel de Toro ist kritisiert worden, weil er extrem seltene Wörter – die teilweise nur ein einziges Mal nachgewiesen sind –, Schreibvarianten und sogar Druckfehler aufgenommen hatte. Außerdem hat das Akademie-Wörterbuch – anders als etwa das Oxford English Dictionary für das Englische – nie beansprucht, den vollständigen Wortschatz der spanischen Sprache wiederzugeben.